# Rubus villosior
Rubus villosior är en rosväxtart som beskrevs av A.L. Bull. Rubus villosior ingår i släktet rubusar, och familjen rosväxter. Inga underarter finns listade i Catalogue of Life.